# Méailles
Méailles ist eine französische Gemeinde mit 118 Einwohnern (Stand 1. Januar 2022) im Département Alpes-de-Haute-Provence in der Region Provence-Alpes-Côte d’Azur. Sie gehört zum Kanton Castellane im Arrondissement Castellane. Die Bewohner sind die Méallais.

## Geographie
Die angrenzenden Gemeinden sind Thorame-Haute im Nordwesten, Castellet-lès-Sausses im Nordosten, Le Fugeret im Südosten und Allons im Südwesten. Nördlich liegt die Grotte du Trou-Madame. 815 Hektar der Gemeindegemarkung sind bewaldet.
Méailles besitzt einen Bahnhof an der Bahnstrecke Nizza–Digne-les-Bains. Dieser wurde am 3. Juli 1911 eröffnet.

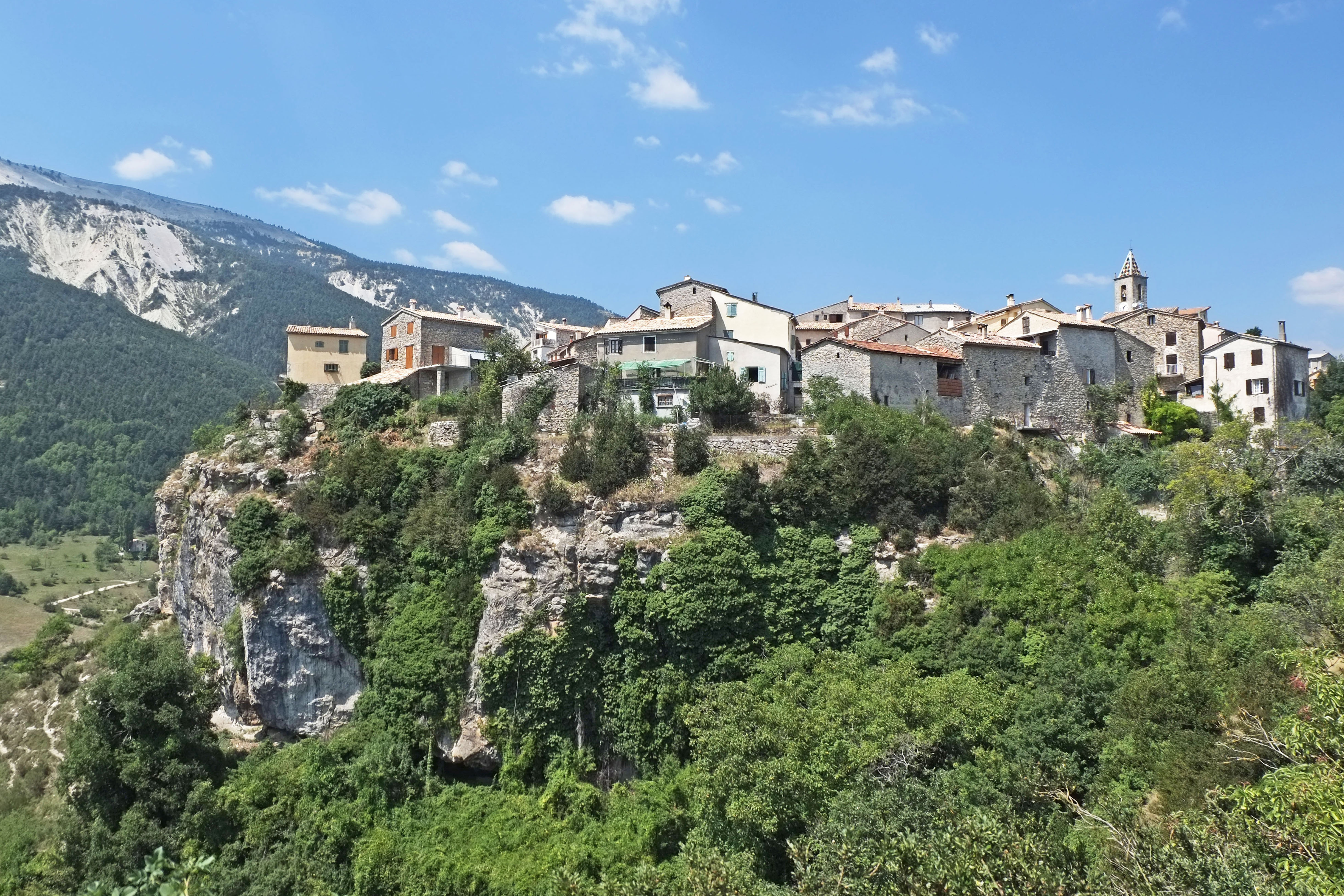
Méailles von Süden

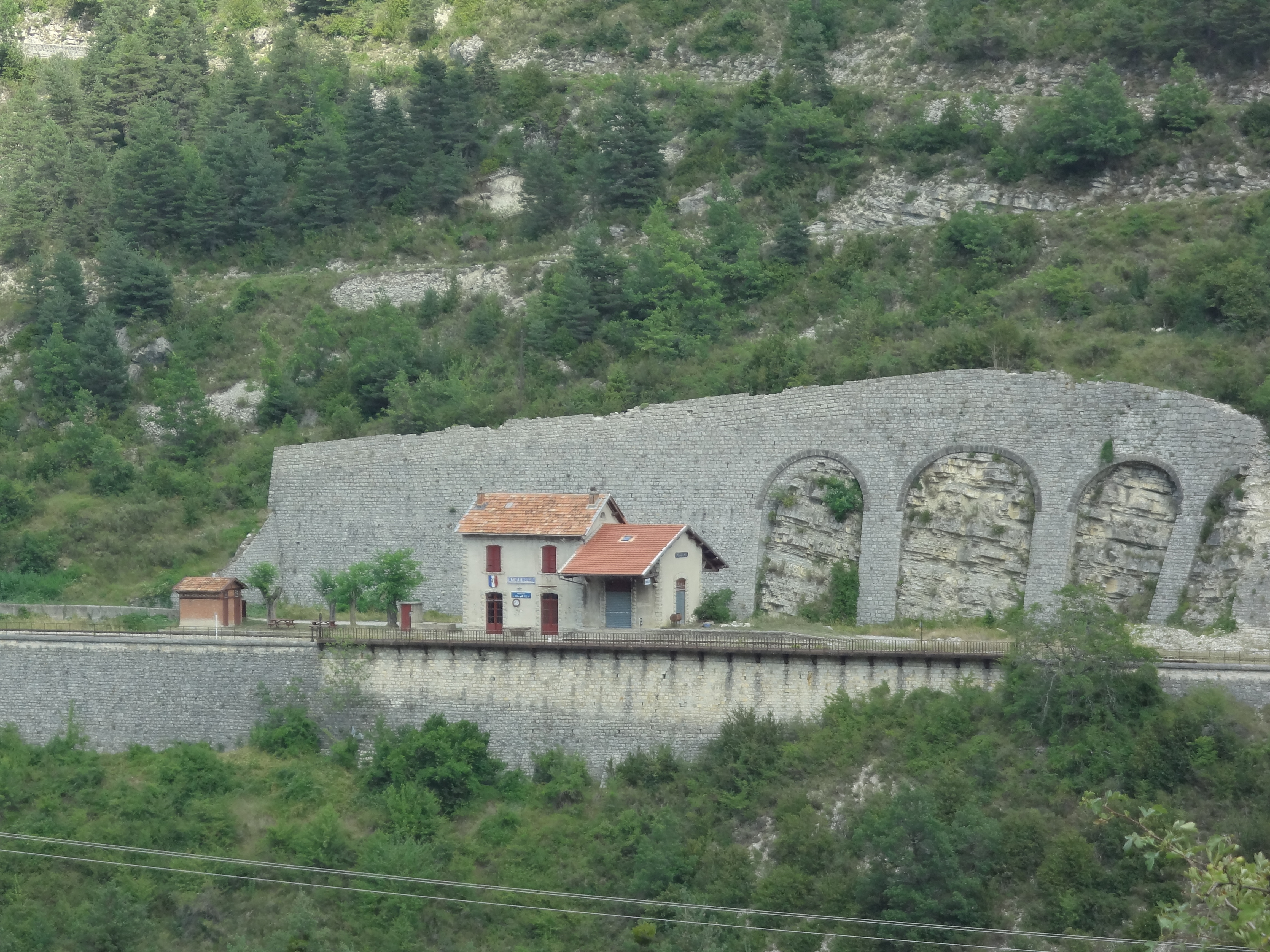
Bahnhof

## Bevölkerungsentwicklung
| Jahr      | 1962 | 1968 | 1975 | 1982 | 1990 | 1999 | 2008 | 2012 |
| --------- | ---- | ---- | ---- | ---- | ---- | ---- | ---- | ---- |
| Einwohner | 148  | 153  | 102  | 80   | 69   | 87   | 110  | 115  |